# 北京商店 (拉萨)
北京商店，位于西藏自治区拉萨市八廓东街，是一座历史悠久的商店，现已无存。

## 简介
该商店自清朝时便开在此处。当时拉萨人称之为“北京商店”，主要出售瓷器、茶杯等中国内地的商品。该商店的第二代经营者，当时拉萨人都称他为“桑古秀”（藏语，意为“公子”），以致连原名都无人记得。